# Cattedrale di Cincinnati
La cattedrale di San Pietro in Vincoli o in catene è il luogo di culto cattolico principale di Cincinnati, in Ohio, Stati Uniti. Nota anche come cattedrale di Cincinnati, è la sede dell'arcidiocesi di Cincinnati. La struttura è realizzata in architettura neogreca, situata nel centro della città. È dedicata San Pietro durante la prigionia e la sua liberazione. La pietra angolare della chiesa fu posta il 20 maggio 1841, sotto la direzione dell'allora arcivescovo John Baptist Purcell, e la chiesa fu formalmente consacrata il 2 novembre 1845, come la prima grande chiesa ad ovest degli Allegani.

## Architettura

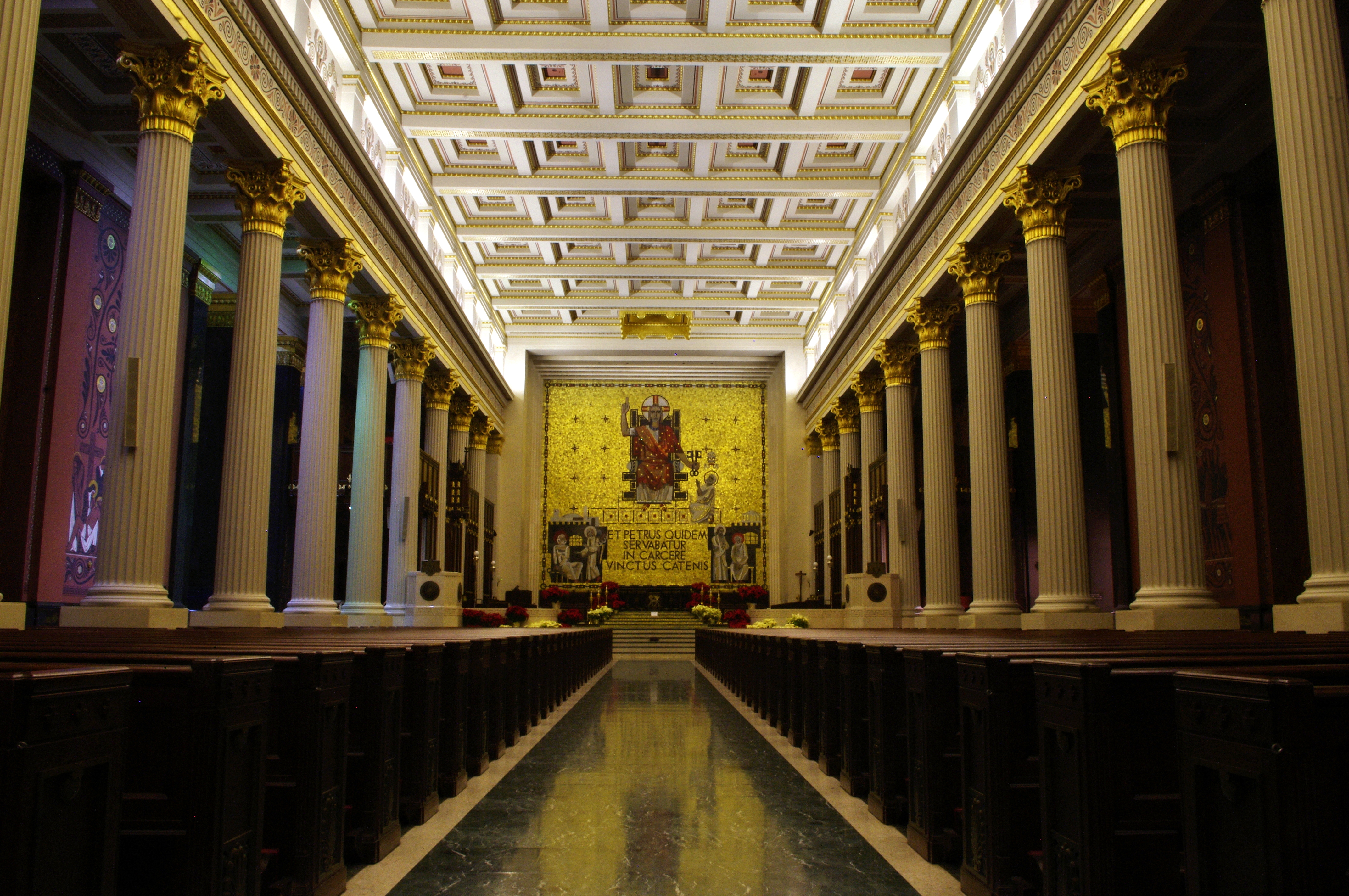
L'interno della navata centrale della cattedrale

La singolare guglia di San Pietro in Vincoli, in puro calcare bianco, sorge a 68 m sopra il livello stradale, che l'ha resa la chiesa più alta costruita dall'uomo nella città per molti decenni. Le colonne sono alte 33 piedi (10 m), a simboleggiare il numero di anni nella vita di Gesù. L'interno di San Pietro in Vincoli è distintamente unico tra le cattedrali cattoliche in America, con i suoi mosaici a tema greco raffiguranti la Via Crucis, le sue colonne corinzie ornate e le sue massicce porte di bronzo. Il crocifisso è di Benvenuto Cellini, gli affreschi di Carl Zimmerman e il mosaico dell'abside è opera di Anton Wendling.

## Storia
La prima chiesa cattolica di Cincinnati era la Christ Church, originariamente situata nelle vie Liberty e Vine, poi nella 6ª strada, dove ora è il sito della chiesa di San Francis Xavier. La Christ Church fu la cattedrale della giovane diocesi fino alla costruzione della prima cattedrale di San Pietro che fu inaugurata il 17 dicembre 1826, diventando la sede della diocesi.
La seconda e attuale cattedrale di San Pietro fu consacrata nel 1845. I grandi angeli di pietra che erano su ciascun lato dell'altare maggiore furono creati da Odoardo Fantacchiotti alla fine degli anni 1840. Furono tra le prime sculture europee ad arrivare a Cincinnati e ora sono conservate al Cincinnati Art Museum. Nel 1853, il sagrato della cattedrale e il vicino palazzo della cancelleria (residenza dell'arcivescovo) divennero il teatro di una rivolta anti-cattolica in occasione della visita in città del nunzio apostolico Gaetano Bedini.
Negli anni '30 del Novecento, San Pietro in Vincoli era divenuta ormai fatiscente, dal momento che il suo caratteristico calcare bianco era coperto di fuliggine. Nel 1938, l'arcivescovo John T. McNicholas trasferì la sede arcidiocesana da San Pietro alla più moderna Santa Monica nel quartiere di Clifton Heights, a nord del centro. San Pietro in Vincoli divenne una chiesa parrocchiale ordinaria. A metà degli anni '50, sotto il programma di rinnovamento urbano dell'arcivescovo Karl Joseph Alter e in accordo con il piano generale della città, San Pietro in Vincoli subì importanti restauri e ampliamenti. L'architetto Edward J. Schulte progettò nuovi transetti, una canonica, una sacrestia e gli uffici dell'arcidiocesi. La chiesa fu riconsacrata come cattedrale il 3 novembre 1957.
Nel 1977, la cattedrale ospitò una visita dell'arcivescovo e cardinale polacco Karol Wojtyła, che l'anno successivo divenne papa Giovanni Paolo II. Ad oggi, oltre due dozzine di vescovi cattolici romani sono stati consacrati all'interno delle sue mura, e la cattedrale è un luogo popolare per matrimoni, così come l'ordinazione annuale dei sacerdoti e diaconi dell'arcidiocesi.